# Corrinshego
Corrinshego est un townland dans la paroisse de Middle Killeavy, dans le comté d'Armagh en Irlande du Nord.
C'est le lieu de naissance de l'acteur John Lynch.